# Gnutz
Gnutz er en kommune og en by i det nordlige Tyskland, beliggende i Amt Nortorfer Land i den sydøstlige del af Kreis Rendsborg-Egernførde. Kreis Rendsborg-Egernførde ligger i den centrale del af delstaten Slesvig-Holsten.

## Geografi
Gnutz ligger omkring tolv kilometer nordvest for Neumünster ved udkanten af Naturpark Aukrug. Mod øst løber Bundesstraße 205, Bundesautobahn 7 og jernbanen fra Rendsborg mod Neumünster, mod syd Bundesstraße 430.